# Maître de Giac
Le Maître de Giac désigne par convention un enlumineur actif à Troyes, Paris et Angers entre 1400 et 1440. Il doit son nom à un livre d'heures qu'il a peint pour Jeanne du Peschin, dame de Giac. Sa main a été identifiée au sein d'une quarantaine de manuscrits. Influencé par le Maître de Boucicaut, il est considéré comme le précurseur, voire le maître du Maître de Rohan avec lequel il a longtemps été confondu.

## Éléments biographiques

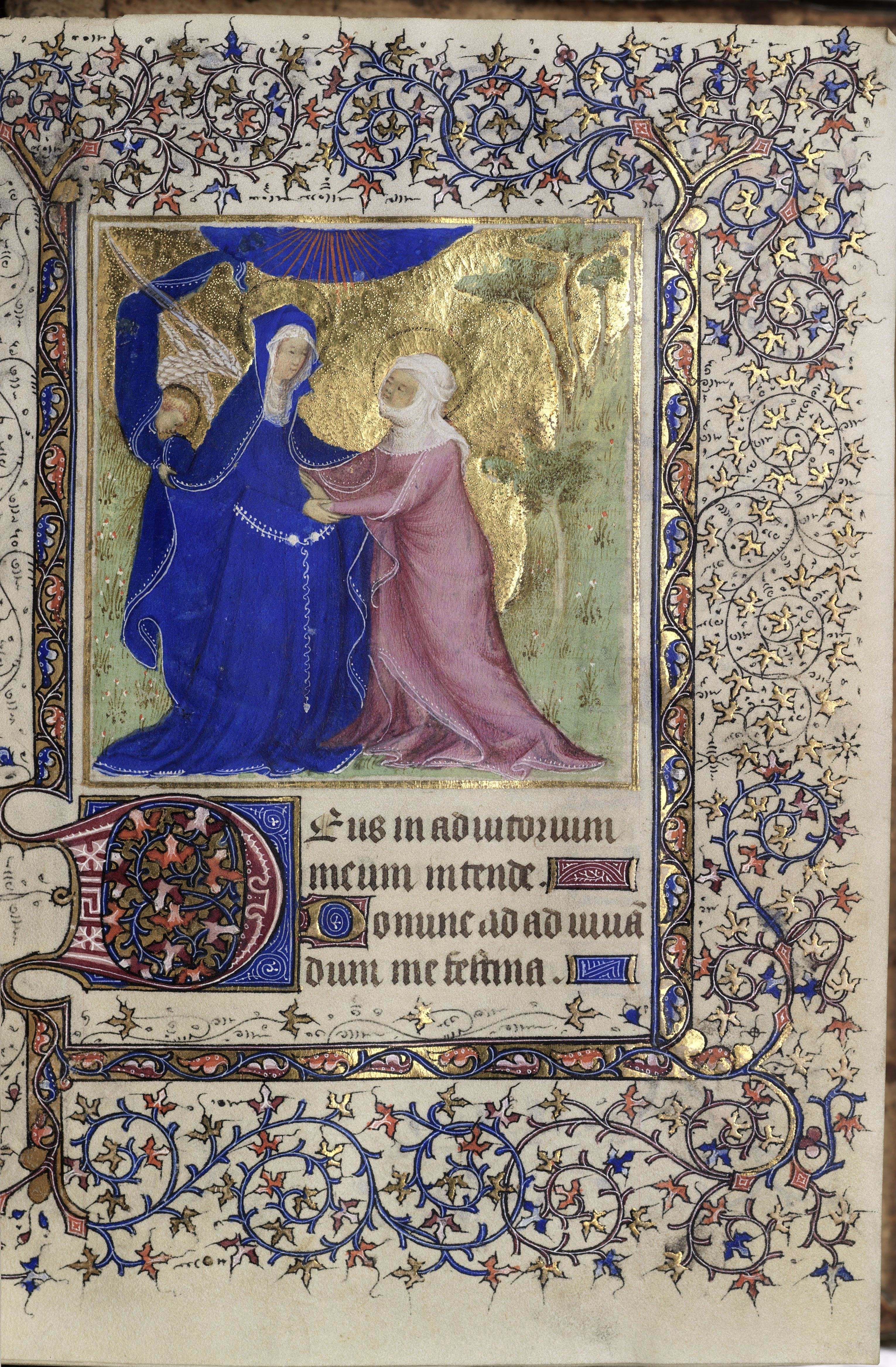
La Visitation, miniature des Heures de Giac, Musée royal de l'Ontario.

L'historienne de l'art Inès Villela-Petit propose pour la première fois en 2010 d'isoler sa main au sein de l'atelier du Maître de Rohan, parmi les manuscrits les plus anciens attribués à ce dernier. Elle lui donne son nom de convention d'après un livre d'heures, sa première œuvre majeure, peint pour Jeanne du Peschin la femme de Jean de Giac. Cet artiste commence son activité à Troyes en Champagne pour la clientèle locale d'après l'usage des livres d'heures qu'il réalise. Il pourrait aussi avoir été actif en Auvergne et en Avignon. Il se déplace à Paris dans les années 1415-1420 où il collabore avec plusieurs artistes locaux parmi lesquels l'atelier du Maître de Bedford et surtout le Maître du Boèce. Avec ce dernier, il enlumine une série de manuscrits des Chroniques de Froissart, sous la houlette, au moins en partie, du libraire Pierre de Liffol. Il subit aussi l'influence du Maître de Boucicaut et de son collaborateur, le Maître de la Mazarine. Il achève sa carrière dans les années 1430 probablement au service de Yolande d'Aragon, alors installée en Anjou et collabore alors avec le Maître de Rohan dont il pourrait être le père,.

## Éléments stylistiques
Le style du maître se caractérise par son élégance et la richesse de ses décorations. Il tente maladroitement de représenter des effets de perspective grâce à ses architectures et ses meubles, mais l'effet est annulé par le mauvais rendu des sols. Ses personnages possèdent des corps allongés, aux épaules étroites et tombantes et sont vêtus de drapés fluides. Leurs visages sont faits d'un menton et de lèvres épais, d'un nez marqué, aux yeux brillant, tombant et de gros sourcils. Ses couleurs préférées sont le bleu et le rouge opaques et les verts et volets transparents. L'analyse des dessins sous-jacents révèle de nombreux changements entre le modèle dessiné et la peinture finale, ce qui montre un artiste qui expérimente et fait preuve d'originalité vis-à-vis des modèles.

## Principales œuvres attribuées

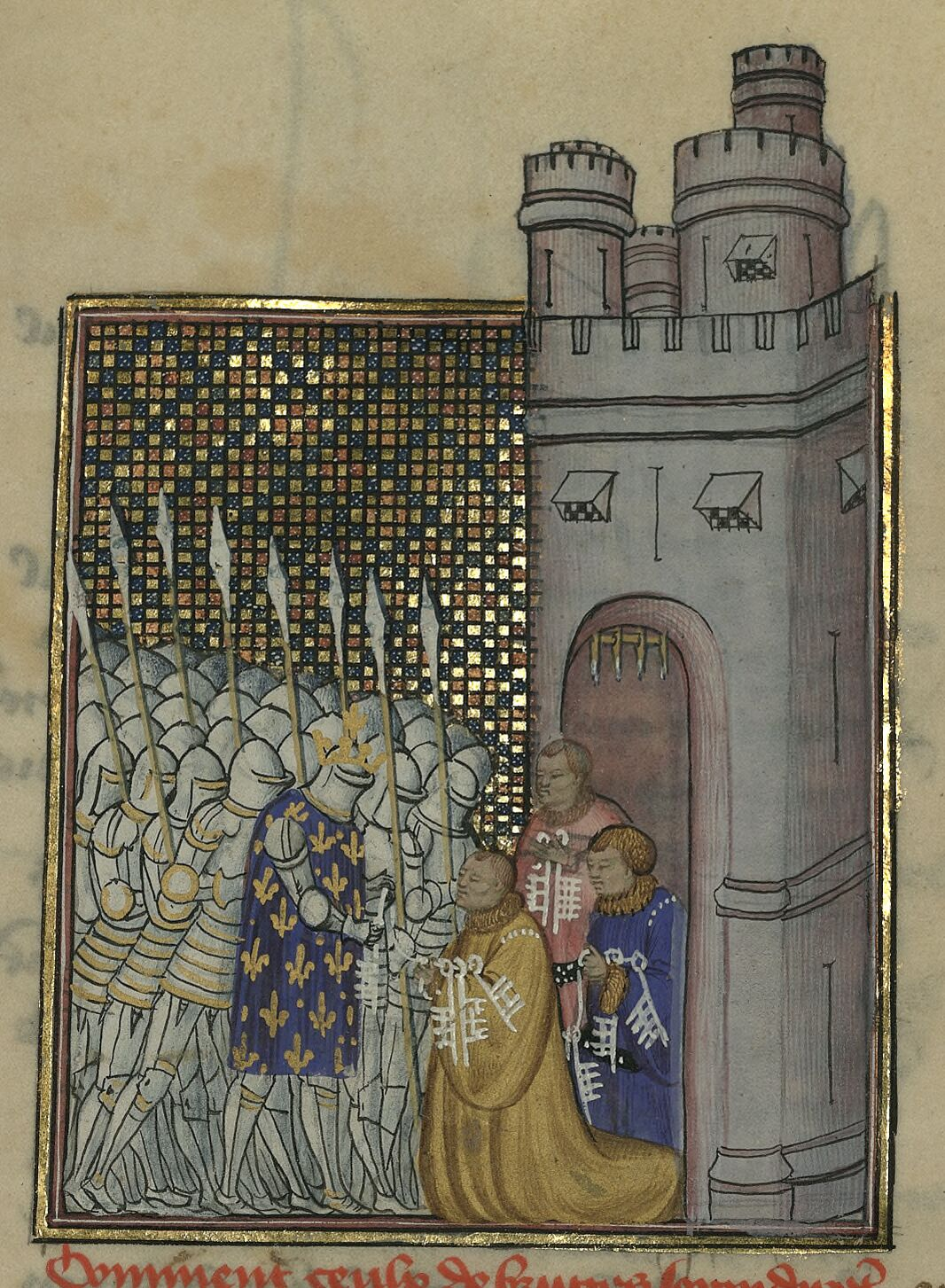
La Reddition de Bruges (1382), miniature des Chroniques de Froissart. Fr.2664.

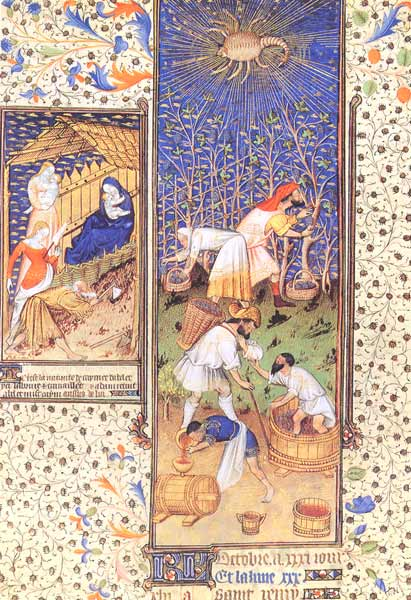
Miniatures du mois d'octobre, Les Grandes Heures de Rohan, f.14v.

Une quarantaine de manuscrits lui sont attribués au total dont pour moitié des livres d'heures, qui étaient attribués auparavant au Maître de Rohan.
- Livre d'heures de Jeanne du Peschin, dame de Giac, vers 1405-1410, Musée royal de l'Ontario, Toronto, ms. 997.158.14
- Chroniques de Jean Froissart, vers 1412-1415, Bibliothèque municipale de Toulouse, Ms.511
- Heures à l'usage de Troyes, vers 1413, Bibliothèque Sainte-Geneviève, Ms.1278[4]
- Livre d'heures, avec des saints associés à la Champagne, Musée des arts décoratifs de Paris, inv.40432
- Livre d'heures à l'usage de Paris, en collaboration avec le Maître de la Mazarine, vers 1420, British Library, Harley 2940[5]
- Livre d'heures à l'usage de Paris, en collaboration avec l'atelier du Maître de Boucicaut (participation au calendrier), J. Paul Getty Museum, Ms.22[6]
- Livre d'heures, dispersé entre Bibliothèque de l'Arsenal, Ms.647 et bibliothèque de l'Université de Princeton
- Heures de René d'Anjou, peint à Angers avant 1435 en collaboration avec le Maître de Rohan pour quelques miniatures, avec des ajouts à Dijon jusqu'en 1437, BNF, Lat.1156A[7]
- Chroniques de Jean Froissart, manuscrit destiné à Charles de Savoisy, vers 1412-1415, Bibliothèque nationale de France, Fr.2662[8]
- Chroniques de Jean Froissart, manuscrit destiné à Tanneguy III du Chastel, vers 1412-1415, en collaboration avec le Maître du Boèce (pour le premier volume), BNF, Fr.2663-2664[9]
- Chroniques de Jean Froissart, manuscrit destiné à Pierre de Fontenay, seigneur de Rance, vers 1412-1415, Morgan Library and Museum, M.804[10]
- Chroniques de Jean Froissart, manuscrit destiné à Michel de Laillier, vers 1412-1415, Bibliothèque royale de Belgique, Bruxelles, Ms.IV 251
- Chroniques de Jean Froissart, vers 1412-1415, dispersé entre la Bibliothèque royale de Belgique, Bruxelles, Ms.II 2552 et le Stonyhurst College, Ms.1
- Chroniques de Jean Froissart, manuscrit destiné à un membre de la famille Fosseux (?), vers 1412-1415, Bibliothèque royale de Belgique, Ms.II 88
- Chroniques de Jean Froissart, manuscrit destiné à Jean de Roubaix, vers 1412-1415, British Library, Add.38658-38659
- Chroniques de Jean Froissart, en collaboration avec le Maître de Boèce (2nd volume), vers 1412-1415, Bibliothèque municipale de Besançon, Ms.864-865[11]
- Faits et dits mémorables des Romains de Valère Maxime, en collaboration avec le Maître du Boèce, vers 1412-1420, Bibliothèque bodléienne, Oxford, Douce 202-203
- Faits et dits mémorables des Romains, en collaboration avec le Maître du Boèce et le Maître de Bedford, vers 1412-1420, BNF, Fr.20320[12]
- Des cas des nobles hommes et femmes de Boccace, destiné à Jean Ier de Berry, vers 1415-1416, BNF, Fr.226
- Bible historiale de Guyart des Moulins, en collaboration avec le Maître de l'Apocalypse de Berry et le Maître du Boèce, vers 1420, BNF, Fr.3-4
- Livre des propriétés des choses de Barthélemy l'Anglais, en collaboration avec le Maître du Boèce, vers 1420, BNF, Fr.22531
- Des cas des nobles hommes et femmes, manuscrit destiné à Béraud III d'Auvergne, vers 1420, BNF, Fr.16995
- Traité des vices et des vertus de Jacques Legrand, destiné à l'abbaye Saint-Victor de Paris, en collaboration avec le Maître du Boèce, vers 1420, BNF, Fr.14245
- Heures de Buz, peint en Anjou vers 1420-1425, Houghton Library, Université Harvard, Richardson 42[13]
- Les Grandes Heures de Rohan, en collaboration avec le Maître de Rohan (notamment l'illustration du calendrier), BNF, Lat.9471
- Livre d'heures d'Isabelle Stuart, en collaboration avec le Maître de Rohan, Fitzwilliam Museum, Cambridge, Ms.62

Le dessin d'un modèle de vitrail représentant la Crucifixion et provenant de l'hôtel-Dieu de Provins lui est également attribué (actuellement Musée de Cluny, CL23814),.